# Carfax (företag)
Carfax är ett dataföretag som erbjuder fordonshistorik till privatpersoner och företag för att öka transparensen på marknaden för begagnade bilar. Företaget, som lanserades 2007 i Europa, har som vision att öka tillgängligheten av opartisk fordonshistorik på marknaden för begagnade bilar. Utöver i USA, där företaget grundades 1984, finns Carfax idag i Sverige, Spanien, Slovenien och Nederländerna.
Sedan 2009 säljs fordonshistorikdata i form av rapporter som innehåller information från myndigheter, bland annat Transportstyrelsen, Försäkringsbolag och företag. Carfax Sverige samarbetar med Blocket och är idag en del av deras Trygg Affär-program som går ut på att göra bilköp via Blocket så tryggt som möjligt för såväl köpare som säljare. Utöver fordonshistorik för svenskregistrerade bilar har Carfax Sverige även historik för bilar importerade från USA.
På den svenska marknaden erbjuder Carfax information från vissa enstaka verkstäder och serviceställen som valt att ansluta sig till tjänsten. År 2012 lanserades ett program för bilhandlare, Carfax Advantage Dealer-programmet, där anslutna bilhandlare erbjuder gratis Carfax-rapporter till sina kunder.
Carfax-rapporter innehåller många uppgifter, både fordonsfakta och historik. Det kan ge användaren intrycket att redovisningen är fullständig, vilket det dock inte finns några garantier för. De som köpt en Carfax-rapport bör därför studera innehållet kritiskt och jämföra med andra källor, som exempelvis Transportstyrelsen. 
Vid köp av begagnade fordon kan inte köparen blint lita på Carfax-rapporten utan måste noggrant undersöka i vilket skick fordonet är. Det kan till exempel finnas tecken på att fordonet reparerats bristfälligt efter en allvarlig krock eller uppvisar vattenskador från översvämning. Uppgifter om krock- eller vattenskador kan saknas i en Carfax-rapport därför att tidigare ägare ansträngt sig för att dölja dessa. Det förekommer även att bedragare byter identitet på ett skadat eller stulet fordon genom att använda VIN-nummer från ett annat fordon.
Carfax Sverige AB har flera gånger blivit anmälda till Konsumentverket för vilseledande marknadsföring och olämplig säljmetod. Ärende ANM 2012/238163 handlar om en bilköpare som köpt en Carfax-rapport för en Nissan GT-R. Enligt Carfax-rapporten fanns det inga anmärkningar på bilen, varför kunden köpte bilen. I efterhand visade det sig att bilen var anmäld stulen av ett leasingföretag som hade betalningskrav på fordonet. Carfax Sverige AB friskrev sig från ansvar då man i avtalstexten anger att det kan förekomma information som man inte kan belastas för.
Många kunder är missnöjda med den ofullständiga bild av ett fordon som Carfax-rapporterna ger. Hos Trustpilot får Carfax betyget 1,5 av 5, där 1,0 är lägsta betyget (som cirka 80 procent av användarna ger Carfax). Ett liknande betyg ger kunder hos Reco där Carfax Sverige AB får betyget 1,2 av 5.
I december 2023 fällde Reklamombudsmannen företaget Carfax Europe GmbH för vilseledande reklam på Blocket.se. En privatperson hade anmält Carfax för att utlova stöld- och krockhistorik i reklam som producerats av Blocket AB. Anmälaren menade att ett sådant löfte inte kan ges, eftersom det inte finns några offentliga register som visar om fordonet är krockskadat. Reklamombudsmannen konstaterade i sitt beslut att reklamen är vilseledande då den utan undantag utlovar uttömmande information för bilar som enbart körts i Sverige. ”Reklamen är därför vilseledande och strider därmed mot artikel 5 i ICC:s regler.” skriver Elisabeth Trotzig, reklamombudsman.